# Tratado de las islas del Cisne
El Tratado de las islas del Cisne fue un tratado firmado el 22 de noviembre de 1971 entre el Estados Unidos y la República de Honduras en San Pedro Sula por el cual EE.UU. dejaba de ocupar las islas del Cisne (situadas en el mar Caribe) y aceptaba la soberanía hondureña sobre ellas. Dicha soberanía se empezó a ejercer por Honduras desde el 1 de septiembre de 1972.

## Antecedentes

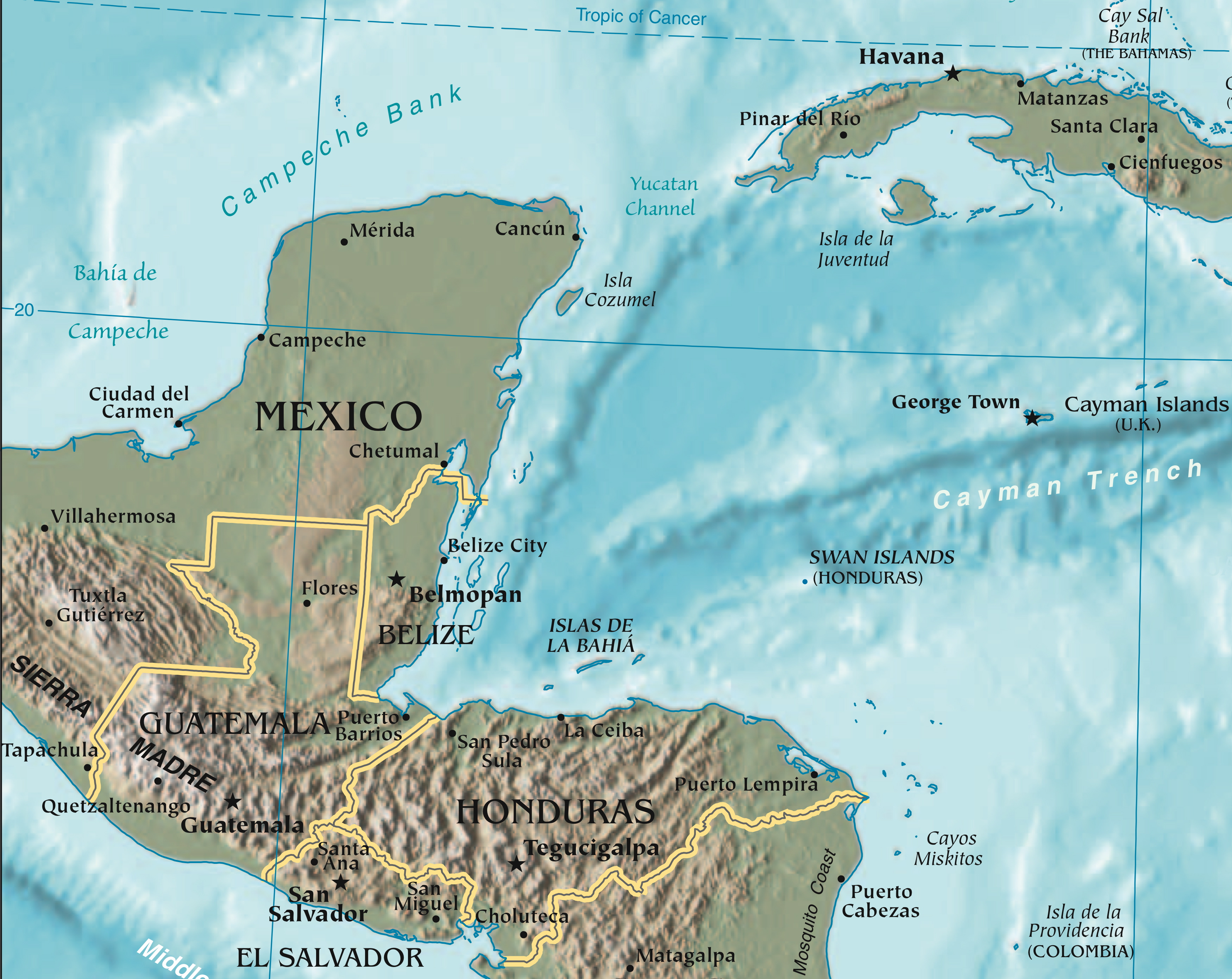
Mapa de la zona, las islas del Cisne en inglés se las conoce en inglés como "Swan Islands".

Las islas del Cisne habían sido ocupadas por los estadounidenses bajo el amparo de la Ley de Islas Guaneras desde 1857. Esa ley permitía específicamente que las islas con depósitos de guano que no estuviesen ocupadas o estuviesen bajo la jurisdicción de otros países distintos a EE.UU. y que fueran explotadas por ciudadanos o empresas estadounidenses deberían de ser consideradas como parte del territorio de los Estados Unidos. En 1893 las tierras volvieron a ser reclamadas por el capitán estadounidense Alonzo Adams de Mobile y luego arrendadas a la empresa United Fruit Company Desde 1938 el gobierno estadounidense abrió una Oficina Meteorológica y en la Segunda Guerra Mundial hubo personal permanente estacionado. Durante la guerra fría sirvió de estación de radio clandestina de la CIA.
Honduras llevaba reclamando estas islas desde 1923, afirmando que, debido a que Cristóbal Colón las había descubierto mientras navegaba hacia España, debían ser propiedad del país hispanohablante más cercano (las islas se sitúan a unos 200 km de distancia de la Honduras continental). Las gestiones diplomáticas hondureñas se intensificaron en 1969.

## Contenido

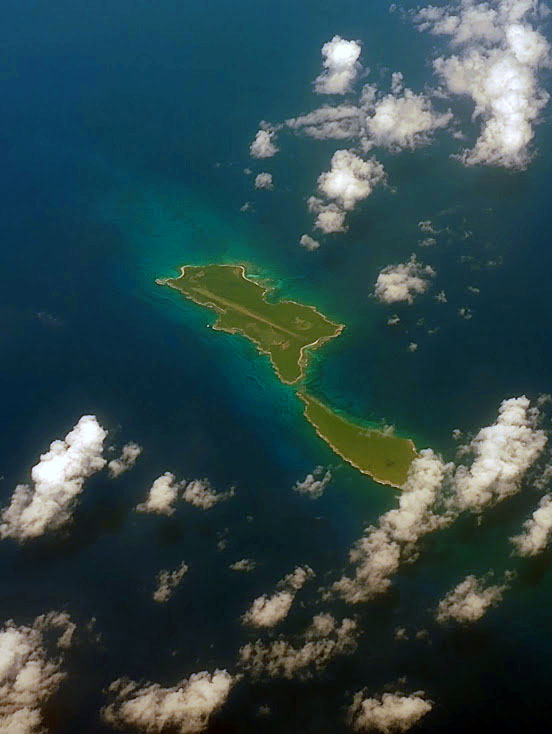
Imagen aérea de las islas del Cisne.

El 22 de noviembre de 1971, bajo la presidencia en Honduras de Ramón Ernesto Cruz y de Richard Nixon en Estados Unidos, se firmó el protocolo en San Pedro Sula. El acuerdo fue suscrito por el ministro de Relaciones Exterior de Honduras, Andrés Alvarado Puerto, y el enviado del mandatario estadounidense, Robert H. Finch. En el se estipula literalmente:

El Gobierno de los Estados Unidos de América y el Gobierno de Honduras, reconociendo que ambos Gobiernos han reivindicado hasta ahora la soberanía sobre las Islas Swan [Islas del Cisne], reconociendo que el Gobierno de los Estados Unidos de América ha mantenido durante muchos años una instalación de navegación aérea por radio, observación meteorológica y telecomunicaciones en dicho lugar, y deseando llegar a un acuerdo amistoso con respecto a sus reclamaciones conflictivas sobre las Islas Swan y en relación con la continuación del funcionamiento de la instalación de navegación aérea por radio y meteorológica en las mismas, han acordado lo siguiente:
- Artículo I. El Gobierno de los Estados Unidos de América reconoce la soberanía de Honduras sobre las Islas Swan.
- Artículo II. El Gobierno de los Estados Unidos de América y el Gobierno de Honduras, reconociendo el beneficio que ambos países obtienen del mantenimiento de una instalación de observación meteorológica y telecomunicaciones en las Islas Swan, declaran su intención de establecer un programa de cooperación entre ellos para la continuación de dicha instalación, según los términos que acuerden entre ellos.
- Artículo III. El Gobierno de Honduras asume la responsabilidad del funcionamiento y mantenimiento de la instalación de radionavegación aérea en las Islas Swan, siempre y cuando esté incluida en el Plan Regional de Navegación Aérea del Caribe de la Organización de Aviación Civil Internacional.
- Artículo IV. El Gobierno de los Estados Unidos de América transfiere al Gobierno de Honduras, a partir de la fecha de entrada en vigor del presente Tratado, todos los terrenos, edificios, equipos y demás bienes muebles e inmuebles situados en las Islas Swan sobre los que tiene titularidad, salvo lo acordado en virtud del artículo II del presente Tratado.
- Artículo V. 1. El presente Tratado será ratificado y los instrumentos de ratificación se intercambiarán en Washington lo antes posible.

2. El presente Tratado entrará en vigor en la fecha del intercambio de los instrumentos de ratificación.

## Consecuencias
Este tratado se firmó en la época de la Guerra Fría. Estados Unidos aceptó entregar las islas a Honduras porque quería contrarrestar la influencia soviética en Centroamérica, que cada vez era mayor. La URSS ya tenía un país aliado importante en la zona, Cuba, sus ideales revolucionarios parecían extenderse por el continente y EE.UU. quería contrarrestar esa influencia. Por eso, en los años siguientes EE.UU. también entregó la Zona del Canal de Panamá a Panamá tras firmar los Tratados Torrijos-Carter en 1977.